# Santa Bárbara (Huehuetenango)
Santa Bárbara – niewielka miejscowość w zachodniej Gwatemali, w departamencie Huehuetenango, około 23 km na zachód od stolicy departamentu, miasta Huehuetenango, oraz około 70 km od granicy państwowej z meksykańskim stanem Chiapas. Miasto leży w górach Sierra Madre de Chiapas na wysokości 2430 m n.p.m.
Według danych szacunkowych w 2012 roku liczba ludności miejscowości wyniosła 984 mieszkańców.
Jest siedzibą władz gminy o tej samej nazwie, która w 2012 roku liczyła 17 273 mieszkańców. Gmina jak na warunki Gwatemali jest mała, a jej powierzchnia obejmuje 132 km².